# Acronia viridimaculatoides
Acronia viridimaculatoides là một loài bọ cánh cứng trong họ Cerambycidae.